# Andros
Andros er den nordligste og næststørste græske ø i Kykladerne. Andros er 380 km² stor, med godt 9.000 indbyggere. Den ligger tæt på øen Tinos. Hovedbyen hedder Andros.
Øen har ingen lufthavn, så man må sejle til øen via Tinos eller Ráfina til havnebyen Gávrio.